# Sminthopsis ooldea
Sminthopsis ooldea är en pungdjursart som beskrevs av Ellis Le Geyt Troughton 1965. Sminthopsis ooldea ingår i släktet Sminthopsis och familjen rovpungdjur. IUCN kategoriserar arten globalt som livskraftig. Inga underarter finns listade.
Pungdjuret förekommer i centrala och västra Australien. Arten vistas där i öppna skogar samt busk- och gräsmarker. Honor kan ha upp till åtta ungar per kull men vanligen är antalet lägre.
Arten är med en vikt av 8 till 17 g en av de mindre medlemmarna i släktet Sminthopsis. Den har gråaktig päls på ovansidan och vit päls på undersidan.
Individerna är främst nattaktiva och de äter huvudsakligen insekter. Fortplantningen sker under våren och en kull har oftast 5 eller 6 ungar (ibland upp till 8).